# Булверов буревестник
Булверовият буревестник (Bulweria bulwerii) е вид птица от семейство Procellariidae.

## Разпространение и местообитание
Разпространен е в Източен Тимор, Индонезия, Испания, Кабо Верде, Кирибати, Китай, Мавритания, Малайзия, Малки далечни острови на САЩ, Мароко, Маршалови острови, Микронезия, Палау, Португалия, САЩ, Света Елена, Възнесение, Тристан да Куня, Северни Мариански острови, Сенегал, Френска Гвиана, Френска Полинезия и Япония.